# Kaduagung Tengah
Kaduagung Tengah is een bestuurslaag in het regentschap Lebak van de provincie Banten, Indonesië. Kaduagung Tengah telt 3523 inwoners (volkstelling 2010).